# Ланкастер (Пенсильвания)
Ла́нкастер (англ. Lancaster) — город в штате Пенсильвания, США.

## География
Город Ланкастер находится в южной части штата Пенсильвания, в восточной части США. Город административно входит в состав округа Ланкастер и расположен на расстоянии в 55 километров от Филадельфии и в 140 километрах от столицы страны, Вашингтона.

## Население
Численность населения города Ланкастер, в 2000 году составлявшая 56.348 человек, к 2005 году уменьшилась до 54.757 человек. Среднегодовой доход на семью в 2005 составил 29.770 долларов. Средний возраст жителей равнялся 30 годам. В национальном отношении большинство жителей — белые англоязычные американцы, из них 20,9 % — потомки немецких переселенцев (что характерно для Пенсильвании). 24,34 % населения — испаноязычные пуэрториканцы (самый высокий % среди городов Пенсильвании). Квота безработных составляет 7,8 % от общего количества работоспособного населения.

## История
Первые белые поселенцы появились в окрестностях нынешнего Ланкастера в 1709 году. Строительство и планировка города началась в 1730 году. Своё название он получил по имени города в Англии, откуда происходили его первые обитатели. В 1777 году, в связи с тем, что Второй континентальный конгресс, исполнявший роль правительства США, вынужден был бежать от наступавшей английской армии из Филадельфии, он 27 сентября расположился в Ланкастере, в связи с чем Ланкастер на один день стал столицей США. На следующий день Континентальный конгресс отправился дальше, в Йорк. С 1799 по 1812 год Ланкастер также был главным городом штата Пенсильвания.
Из городских достопримечательностей следует отметить Фултон Опера Хаус — старейший в США, постоянно работающий театр (основан в 1852 году). Также интересен Солджерс энд Сейлорс Моньюмент (Soldiers and Sailors Monument) — памятник солдатам и морякам армии США, павшим в военных операциях на суше и на море. 57 городских объектов включены в список Национальных исторических памятников США. В их числе — старейший в США фермерский рынок Сентрал Маркет,  известный с 1730 года (здание постройки 1889 года); фабрика зонтиков, кирпичное промышленное здание конца XIX века.

## Города-побратимы
- Бейт-Шемеш, Израиль
- Сано, Япония